# جيش كوكسي

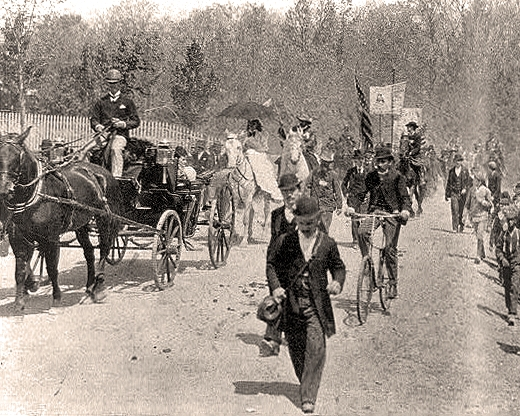
جنود جيش كوكسي يغادرون معسكرهم

جيش كوكسي كان مسيرة احتجاجية قام بها عمال عاطلين عن العمل من الولايات المتحدة، بقيادة رجل الأعمال من أوهايو جاكوب كوكسي. حيث ساروا إلى واشنطن العاصمة عام 1894، في العام الثاني من الكساد الاقتصادي الذي استمر أربع سنوات وكان الأسوأ في تاريخ الولايات المتحدة في ذلك الوقت.

## أول مسيرة
كان الغرض من المسيرة، هو الاحتجاج على البطالة الناجمة عن ذعر عام 1893 والضغط على الحكومة لخلق فرص عمل تتضمن بناء الطرق وتحسينات أخرى في الأشغال العامة، مع دفع أجور العمال بالعملة الورقية التي من شأنها توسيع نطاق العملة المتداولة، بما يتفق مع الإيديولوجية الشعبوية. انطلقت المسيرة بمشاركة 100 رجل في ماسيلون، أوهايو، في 25 مارس 1894، ومرّت عبر بيتسبرغ، وبيكس ران، وهومستيد، بنسلفانيا، في أبريل.
حصل القسم الغربي للجيش على لقب جيش كيلي، نسبة إلى زعيم كاليفورنيا "الجنرال" تشارلز ت. كيلي. على الرغم من أن جيش كيلي كان أكبر حجمًا في البداية، فقد فقد أعضاءً في رحلته الطويلة؛ حيث تمكن عدد قليل منهم من الوصول إلى نهر أوهايو. وبدأت مجموعة أخرى، جيش فراي ، المسيرة في لوس أنجلوس، لكنها تفرقت إلى حد كبير شرق سانت لويس. وتجمعت مجموعات مختلفة من مختلف أنحاء البلاد للانضمام إلى المسيرة، وزاد عددها إلى 500 مع وصول المزيد من الغرب عندما وصلت المسيرة إلى واشنطن في 30 أبريل/نيسان 1894. 260-أكر (1.1 كـم2) وخيم 6000 رجل عاطل في موقع مزرعة في كولمار مانور الحالي بولاية ماريلاند. قبض على كوكسي وقادة آخرين للحركة في اليوم التالي بسبب سيرهم على العشب في مبنى الكابيتول بالولايات المتحدة. وتضاءل الاهتمام بالمسيرة والاحتجاج بسرعة. على الرغم من أنها لم تنجح في النهاية، إلا أن المسيرة تعتبر أول مسيرة احتجاجية في واشنطن العاصمة.
كان بعض أكثر أتباع كوكسي تشددًا هم أولئك الذين شكلوا "جيوشهم" الخاصة في مراكز شمال غرب المحيط الهادئ مثل بوتي، وتاكوما، وسبوكين، وبورتلاند. كان العديد من هؤلاء المحتجين من عمال السكك الحديدية العاطلين عن العمل، والذين ألقوا اللوم على شركات السكك الحديدية، والسياسات النقدية للرئيس جروفر كليفلاند، وأسعار الشحن المفرطة في محنتهم. بلغت هذه الحركة ذروتها في 21 أبريل 1894، عندما استولى ويليام هوجان وحوالي 500 من أتباعه على قطار تابع لشركة يونيون باسيفيك للسكك الحديدية. تمكنت القوات الفيدرالية من القبض على الهوجانيين بالقرب من فورسيث، مونتانا. ورغم أن المتظاهرين لم يصلوا إلى العاصمة، فإن التدخل العسكري الذي أثاروه أثبت أنه كان بمثابة بروفة للقوة الفيدرالية التي تجلت في إضراب بولمان في وقت لاحق من ذلك العام.

## المسيرة الثانية

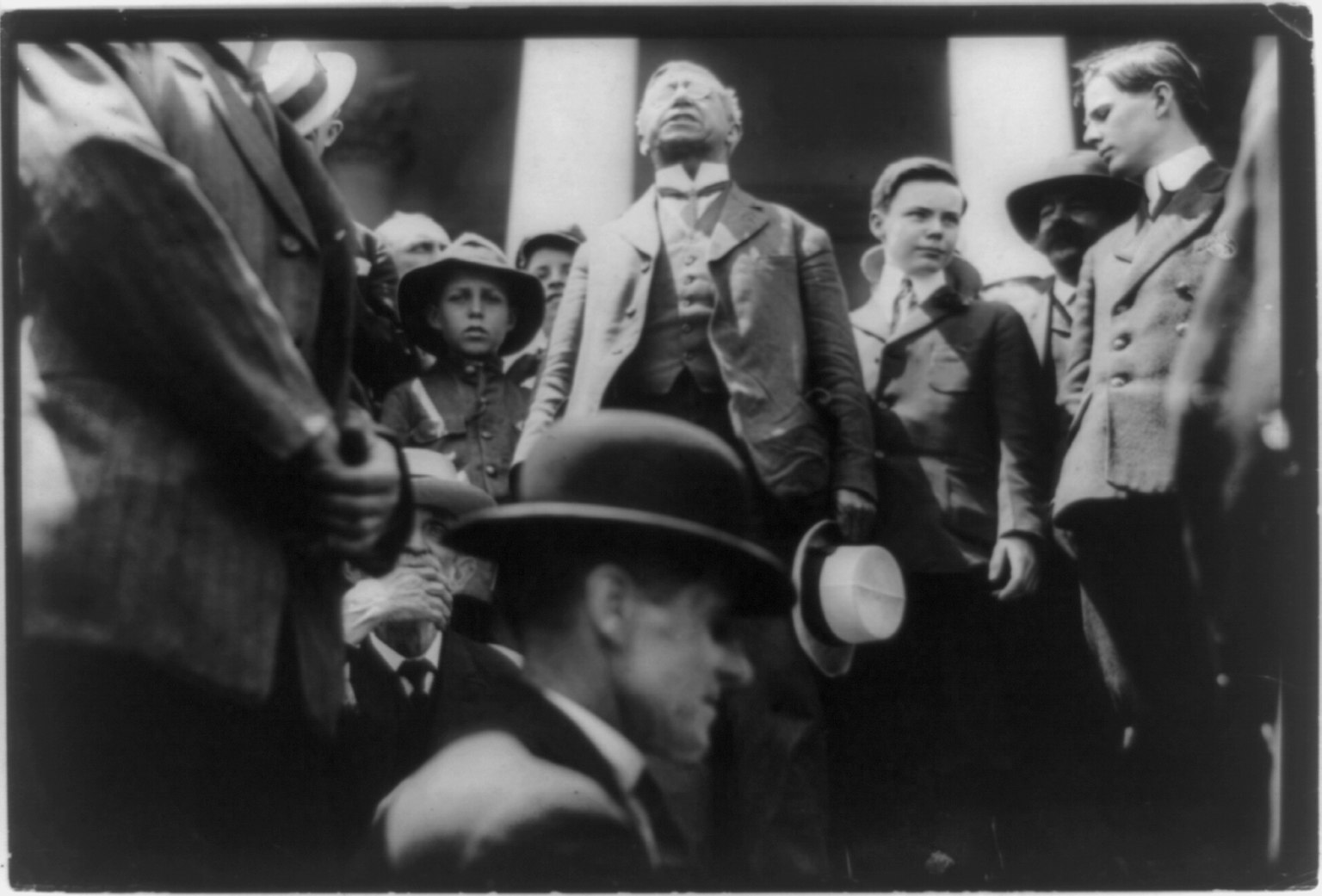
كوكسي في مبنى الكونجرس الأمريكي عام 1914

نظم كوكسي مسيرة ثانية في عام 1914. وصل جزء من المسيرة إلى مونيسين، بنسلفانيا ، في 30 أبريل. انضمت مجموعة أخرى من مدينة نيويورك إلى المسيرة. عندما وصلت المسيرة إلى واشنطن العاصمة، ألقى كوكسي خطابًا أمام حشد من المؤيدين من فوق درجات مبنى الكابيتول بالولايات المتحدة.